# ÖVP Frauen
Die ÖVP Frauen sind einer von sechs „Bünden“ (Teilorganisationen) der Österreichischen Volkspartei.

## Aufgaben und Organisation
Die Frauenorganisation der ÖVP wurde 1945 als „Österreichischer Frauenbund“ gegründet und später in „Österreichische Frauenbewegung“ umbenannt.
Die Frauen der Österreichischen Volkspartei, kurz ÖVP Frauen, sind eine Teilorganisation der Österreichischen Volkspartei. Die ÖVP Frauen vereinigen Frauen aller gesellschaftlichen Gruppen, die sich zum Programm der ÖVP bekennen und die Politik nach christlich-sozialen Grundsätzen gestalten möchten.
Die ÖVP Frauen setzen sich laut eigener Darstellung für eine chancengerechte Gesellschaft ein, in der Frauen ihre Potenziale entfalten können. Ihr Ziel ist es, Rahmenbedingungen zu schaffen, die Frauen ein selbstbestimmtes Leben ermöglichen – etwa durch bessere Vereinbarkeit von Familie und Beruf, Schutz vor Gewalt und Bekämpfung von Diskriminierung.
Der Bund ist in allen österreichischen Bundesländern organisiert. Die jeweiligen Landesvorsitzenden gehören der Bundesleitung an. In der Sitzung des ÖVP Frauen-Bundesvorstandes am 8. Juni 2018 wurde Juliane Bogner-Strauß als neue Bundesleiterin vorgeschlagen, der Vorschlag wurde einstimmig angenommen. Die Wahl zur Bundesleiterin der ÖVP Frauen erfolgte am Bundestag am 10. November 2018.
Der 23. ordentliche Bundestag der ÖVP Frauen fand am 17. Mai 2025 in Gamlitz (Steiermark) statt, bei dem die Nationalratsabgeordnete, Frauen- und Gesundheitssprecherin sowie Klubobmann-Stellvertreterin, Juliane Bogner-Strauß, mit 97,2 Prozent der anwesenden Delegiertenstimmen wiedergewählt wurde. Generalsekretärin der ÖVP Frauen ist seit Oktober 2020 Stephanie Lamezan-Salins.

### Vorsitzende (Bundesleiterin)
- 2002 bis 2010: Maria Rauch-Kallat
- 2010 bis 2018: Dorothea Schittenhelm
- seit 2018: Juliane Bogner-Strauß[4]

### Generalsekretärinnen
- 2016–2020: Janina Nolz
- Seit 2020: Stephanie Lamezan-Salins